# Eclipse (fusée)
Pour les articles homonymes, voir MLV.
Eclipse, anciennement connu sous le nom de Firefly Beta puis MLV (« Medium Launch Vehicle »), est un lanceur moyen américain développé par la société texane Firefly Aerospace capable de placer 13 tonnes en orbite basse. La fusée est en cours de développement en 2022.

## Historique

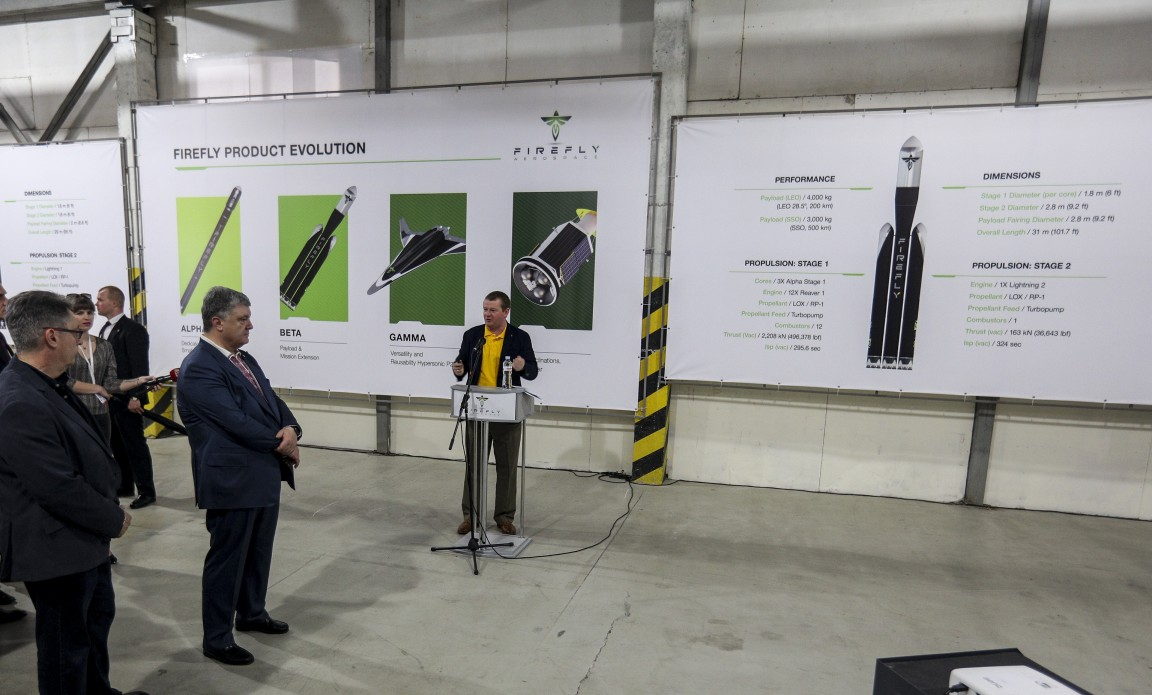
Présentation des lanceurs de Firefly en 2018, dont Firefly Beta en configuration 3 étages en parallèle.

Le lanceur Firefly Beta est d'abord conçu comme une évolution du lanceur Firefly Alpha, en juxtaposant trois premiers étages de ce lanceur (configuration de la Delta IV Heavy et de la Falcon Heavy),,. Il suit donc les évolutions de ce lanceur en abandonnant la motorisation à tuyère aerospike pour des moteurs Reaver conventionnels, le second étage étant propulsé par un unique Lightning 2 brûlant un mélange de LOX et de RP-1 (163 kN de poussée, impulsion spécifique de 324 s). Cette version peut lancer 4 tonnes en LEO (200 km) et 3 tonnes en orbite héliosynchrone (500 km).
En octobre 2019, Firefly renonce à l'architecture à trois étages en parallèle pour une configuration à un seul premier étage plus puissant. L'entreprise annonce un partenariat avec Aerojet Rocketdyne pour développer ce lanceur et envisage pour propulser son premier étage de l'équiper du moteur-fusée AR1 (en) de Rocketdyne qui n'avait pas été retenu pour le lanceur Vulcan,. Cependant, l'entreprise choisit de concevoir un nouveau moteur, nommé Reaver 2, dont cinq exemplaires doivent propulser le premier étage (total de 4261 kN de poussée dans le vide) tandis qu'un Reaver 1 optimisé pour le vide doit propulser le second étage (poussée de 194 kN). Cette nouvelle version peut envoyer 8 tonnes en LEO (200 km) et 5.8 tonnes en orbite héliosynchrone (500 km) mais sa capacité est régulièrement augmentée au cours de l'avancement du projet (capacité de 11 tonnes en LEO et 7 tonnes en SSO annoncée en 2022, avec un premier étage totalisant 6863 kN de poussée et un deuxième étage utilisant un Reaver 1 Vac de 934 kN de poussée).
Mi 2022, la motorisation évolue : le lanceur utilise 7 moteurs Miranda totalisant 7 161 kN de poussée dans le vide pour son premier étage et un Viranda (version optimisée pour le vide de Miranda, renommé ensuite Vira) pour son deuxième étage (poussée de 1097 kN). La capacité du lanceur atteint 13 tonnes en LEO, 11,6 tonnes en orbite héliosynchrone et 2,75 tonnes en orbite de transfert géostationnaire. Le lanceur est renommé « Medium Launch Vehicle » peu après.
Un partenariat est signé avec Northrop Grumman Innovation Systems pour le développement du lanceur, qui partage désormais son premier étage avec le futur Antares 330 de Northrop. La capacité passe à 16 tonnes en LEO. Firefly prévoit de rendre le lanceur partiellement réutilisable avec atterrissage propulsé du premier étage sur le site de lancement (solution de Falcon 9).

## Caractéristiques techniques
Le lanceur Eclipse est une fusée réutilisant en grande partie les solutions techniques mises au point par le lanceur léger Firefly Alpha développé par la même société et qui a effectué son premier vol réussi en 2022. La charge utile d'Eclipse en orbite basse est 16 tonnes, c'est-à-dire une capacité supérieure à celle de la Delta 2 qui, selon Firefly, n'a pas de véritable remplaçant sur le marché américain. Ce lanceur comprend deux étages et a un diamètre de 4,1 mètres pour une hauteur totale de 55,66 mètres. Le premier étage est propulsé par 7 moteurs-fusées à ergols liquides Miranda fournissant une poussée totale de 7 161 kiloNewtons (dans le vide) avec une impulsion spécifique de 305 secondes (dans le vide). Le deuxième étage utilise un moteur-fusée Vira d'une poussée de 890 kiloNewton (dans le vide) et une impulsion spécifique de 328 secondes. Ces deux moteurs brûlent un mélange d'oxygène liquide et de kérosène et sont alimentés par une turbopompe (cycle tap-off). La coiffe a un diamètre de 5.2 mètres. Le premier étage sera également utilisé pour la fusée Antares 330 dans le cadre d'une entente avec Northrop Grumman, avec un premier lancement prévu pour 2024 pour Antares 330 et 2025 pour MLV.
L'entreprise prévoit de réutiliser le premier étage.